# Ceramica Flaminia
La Ceramica Flaminia (codice UCI: FLM) è stata una squadra ciclistica maschile di ciclismo su strada italiana con licenza irlandese. Aveva licenza da Professional Continental Team, che le consentiva di partecipare alle gare dei Circuiti continentali UCI. Al termine della stagione 2010 si è fusa con la De Rosa-Stac Plastic, formando la nuova De Rosa-Ceramica Flaminia.
Lo sponsor principale, Ceramica Flaminia, era una azienda di prodotti idrosanitari di Civita Castellana; la gestione sportiva aveva sede invece in Irlanda.
Dal 2010 utilizzava biciclette firmate Bianchi, dopo aver usato bici Orbea fino al 2009 e Daccordi fino al 2007.

## Cronistoria

### Annuario
| Anno | Codice | Nome                            | Cat. | Biciclette | Dirigenza                                                                                               |
| ---- | ------ | ------------------------------- | ---- | ---------- | --- |
| 2005 | CER    | Ceramica Flaminia               | CT   | Daccordi   | Manager: Maurizio Bruni Dir. sportivi: Massimo Podenzana, Simone Borgheresi                             |
| 2006 | FLM    | Ceramica Flaminia               | PCT  | Daccordi   | Manager: Roberto Marrone (fino al 15 aprile) Dir. sportivi: Massimo Podenzana, Simone Borgheresi        |
| 2007 | FLM    | Ceramica Flaminia               | PCT  | Daccordi   | Manager: Roberto Marrone Dir. sportivi: Massimo Podenzana, Simone Borgheresi                            |
| 2008 | FLM    | Ceramica Flaminia-Bossini Docce | PCT  | Orbea      | Manager: Roberto Marrone Dir. sportivi: Massimo Podenzana, Giuseppe Petito                              |
| 2009 | FLM    | Ceramica Flaminia-Bossini Docce | PCT  | Orbea      | Manager: Roberto Marrone Dir. sportivi: Massimo Podenzana, Giuseppe Petito                              |
| 2010 | FLM    | Ceramica Flaminia               | PCT  | Bianchi    | Manager: Roberto Marrone Dir. sportivi: Massimo Podenzana, Giuseppe Petito, Orlando Maini, Omar Piscina |

### Classifiche UCI
Fino al 1998, le squadre ciclistiche erano classificate dall'UCI in un'unica divisione. Nel 1999 la classifica a squadre venne divisa in prima, seconda e terza categoria (GSI, GSII e GSIII), mentre i corridori rimasero in classifica unica. Nel 2005 fu introdotto l'UCI ProTour e, parallelamente, i Circuiti continentali UCI; dal 2009 le gare del circuito ProTour sono state integrate nel Calendario mondiale UCI, poi divenuto UCI World Tour.
| Anno | Class.     | Pos. | Migliore cl. individuale    |
| ---- | ---------- | ---- | --------------------------- |
| 2005 | Europe T.  | 38º  | Krzysztof Szczawinski (75º) |
| 2006 | Europe T.  | 22º  | Aljaksandr Kučynski (46º)   |
| 2007 | Europe T.  | 28º  | Mychajlo Chalilov (25º)     |
| 2008 | Europe T.  | 7º   | Mychajlo Chalilov (3º)      |
| 2009 | Europe T.  | 10º  | Giampaolo Caruso (15º)      |
| 2009 | World Cal. | 27º  | Enrico Rossi (120º)         |
| 2010 | Europe T.  | 14º  | Enrico Rossi (10º)          |

## Palmarès

### Grandi Giri
- Giro d'Italia

Partecipazioni: 0
Vittorie di tappa: 0
Vittorie finali: 0
Altre classifiche: 0
- Tour de France

Partecipazioni: 0
Vittorie di tappa: 0
Vittorie finali: 0
Altre classifiche: 0
- Vuelta a España

Partecipazioni: 0
Vittorie di tappa: 0
Vittorie finali: 0
Altre classifiche: 0

### Campionati nazionali
Strada
- Campionati italiani: 1

In linea: 2008 (Filippo Simeoni)
- Campionati lettoni: 1

Cronometro: 2010 (Raivis Belohvoščiks)
- Campionati polacchi: 1

In linea: 2007 (Tomasz Marczyński)